# Amrita (牧野由依單曲)
《Amrita》（日語：アムリタ）是日本女性聲優牧野由依的首張單曲。2005年8月18日由Victor Entertainment發行。

## 解說
《Amrita》是2005年8月20日上映的電影動畫《TSUBASA翼：鳥籠國的公主》選用的片尾主題曲，其歌名靈感來自於印度神話中出現的長生不老藥「甘露」。至於B面歌曲「you are my love」則選用在2005年4月至10月NHK電視動畫《TSUBASA翼 (第1期)》的劇中插入歌曲使用。還有，B面歌曲「Jasmine」的作曲人SONIC DOVE與創作歌手崎谷健次郎是同一個人。
另外，同名表題曲後來被《偶像大師》角色萩原雪歩的聲優淺倉杏美翻唱（收錄在2012年11月7日發行的偶像大師系列專輯裡）。之後牧野也在《偶像大師》系列作品參加配音演出，於《偶像大師 灰姑娘女孩》飾演佐久間麻由。

## 收錄歌曲
1. Amrita [5:05]
  - 作詞、作曲：狩野香織（日语：かの香織），編曲：藤田哲司、Strings Arrange：河野伸（日语：河野伸）
  - 電影動畫《TSUBASA翼：鳥籠國的公主》片尾主題曲
2. you are my love [2:47]
  - 作詞、作曲、編曲：梶浦由記
  - NHK電視動畫《TSUBASA翼 (第1期)》劇中插入歌
3. Jasmine [4:07]
作詞：田口俊（日语：田口俊），作曲、編曲：SONIC DOVE（日语：SONIC DOVE）
4. Amrita -Instrumental-